# Gấu mèo Cozumel
Gấu mèo Cozumel (danh pháp khoa học: Procyon pygmaeus) là một loài động vật có vú trong họ Gấu mèo, bộ Ăn thịt. Loài này được Merriam mô tả năm 1901. Đây là loài đặc hữu của đảo Cozumel ngoài khơi bán đảo Yucatan.

## Hình ảnh

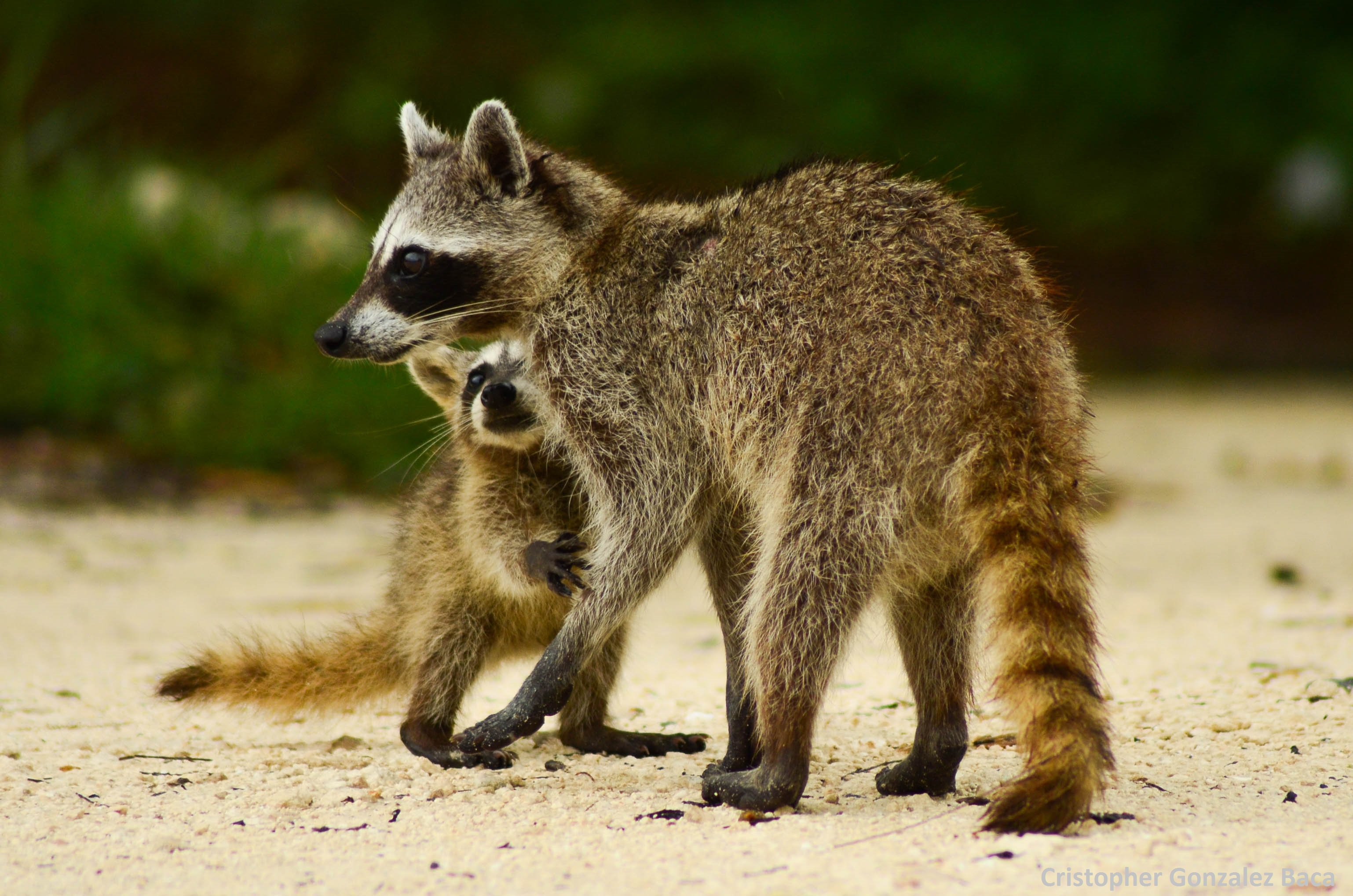
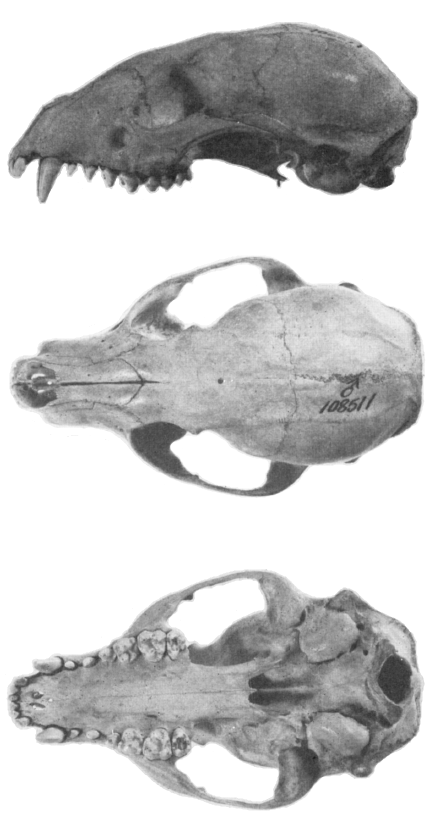
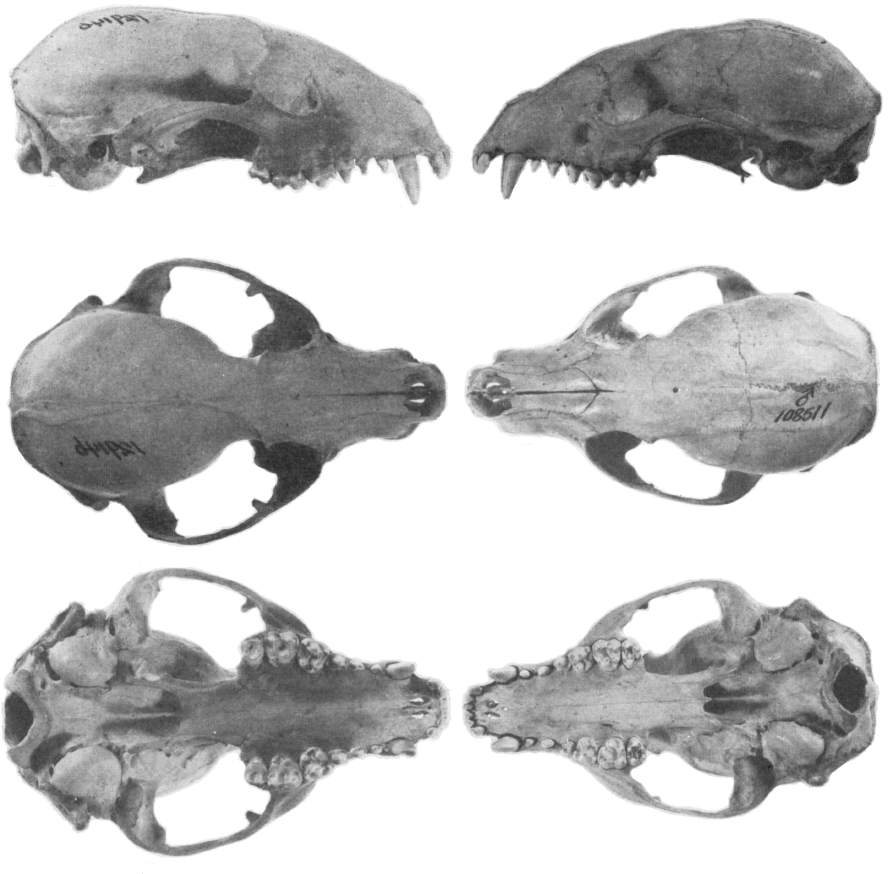